# Copa Goiás de Futebol Sub-20
Copa Goiás, é a segunda principal competição de futebol estadual de Goiás da categoria sub-20. 

## História
Disputado pela categoria sub-20, após o Campeonato Goiano de Futebol sub-20, é jogado no segundo semestre, com a intenção de manter os times em atividade. 

### Campeões[1]
| Ano  | Campeão             | Vice-campeão        |
| ---- | ------------------- | ------------------- |
| 2003 | Goiás               | CRET                |
| 2004 | Vila Nova           | Goiás               |
| 2005 | Goiás               | Ceres               |
| 2006 | Goiás               | Atlético Goianiense |
| 2007 | Goiás               | Vila Nova           |
| 2008 | Goiás               | Vila Nova           |
| 2009 | Atlético Goianiense | Aseev               |
| 2010 | Goiás               | Vila Nova           |
| 2011 | Goiás               | Vila Nova           |
| 2012 | Goiás               | Atlético Goianiense |
| 2013 | Goiás               | Vila Nova           |
| 2014 | Goiás               | Goiânia             |
| 2015 | Vila Nova           | Trindade            |
| 2016 | Goiás               | Vila Nova           |
|      |                     |                     |

## Títulos por clube
| Equipe    | Cidade  | Títulos (último) | 2º Lugar (último) |
| --------- | ------- | ---------------- | ----------------- |
| Goiás     | Goiânia | 10 (2014)        | 2 (2016)          |
| Vila Nova | Goiânia | 3 (2016)         | 5 (2013)          |
| Atlético  | Goiânia | 1 (2009)         | 2 (2012)          |